# تام‌کت (فیلم ۲۰۱۶)
تام‌کت (آلمانی: Kater؛ به معنی گربه و همچنین خماری) یک فیلم در ژانر کمدی-درام و رمانتیک به کارگردانی کلاوس هندل است که در سال ۲۰۱۶ منتشر شد. داستان این فیلم درباره یک زوج همجنس‌گراست که در وین زندگی خوب و خوشی می‌گذرانند اما رابطه آنها بعد از آنکه یکی از آنها در عصبانیت نامعلوم گربه‌شان را می‌کشد. این فیلم در شصت و ششمین جشنواره بین‌المللی فیلم برلین نمایش داده شد که در آن برنده جایزه تدی به عنوان بهترین فیلم مربوط به دگرباشان جنسی گردید.